# وسترن

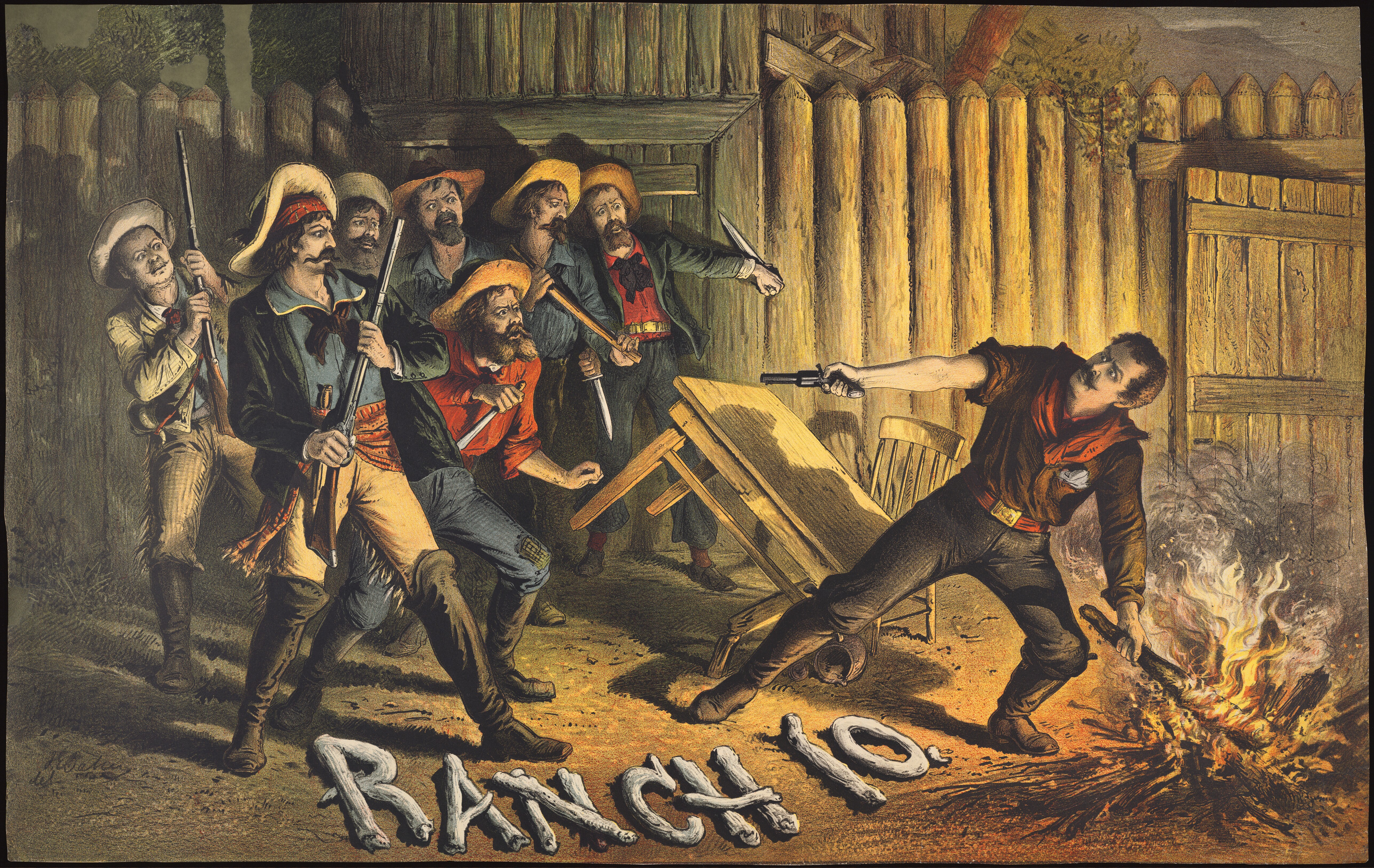
پوستر چاپ سنگی از تئاترنوشت «مزرعه ۱۰» در گونه وسترن به‌حوالی ۱۸۸۲ میلادی.

وسترن گونه‌ای هنری است که در فیلم، تلویزیون، رادیو، بازی ویدئویی، ادبیات، نقاشی و سایر هنرهای تجسمی مورد استفاده قرار می‌گیرد. داستان‌های این گونه بیشتر در نیمه دوم قرن ۱۹ میلادی و در آمریکای قدیم و پس از نبرد آلامو در سال ۱۸۳۶ و به ویژه پس از پایان جنگ داخلی آمریکا در سال ۱۸۶۵ و کشتار زانوی زخمی در سال ۱۸۹۰ اتفاق می‌افتاد.
در کنار موسیقی جَز و ادبیات قرن بیستم، وسترن اصیل‌ترین فرم هنری زاده شده در ایالات متحده آمریکا است. فرمی که پیش از تولد سینما، در قالب ادبیات عامه پسند و پاورقی‌ها و هم‌زمان با شکل‌گیری این سرزمین، به روایت سینمایی شکل‌گیری تمدن و غلبه سلطه‌طلبانه آن بر شیوه‌های سنتی زندگی ساکنان و مالکان اصلی این سرزمین کرد، و با سرقت بزرگ قطار بود که تماشاگران حیرت‌زده آغاز هزاره جذابیت و افسون مقاومت ناپذیر سینما را درک کردند.
بعضی اعتقاد دارند که وسترن اصیل‌ترین گونه و مادر تمام ژانرها است. با وسترن است که سینما آغاز می‌شود و مفهوم «حرکت» به مثابه جوهر سینما را مبنای روایت و سازمان خود قرار می‌دهد. به قول آندره بازن، نظریه‌پرداز بزرگ سینما، اگر سینما یعنی حرکت، پس وسترن عالی‌ترین مصداق سینما و مظهر و عصاره آن است. هیچ فرم هنری دیگری همچون وسترن نتوانست با معدودترین و کم شمارترین کلیشه‌ها دهه‌ها کار کند و هربار نامکررتر و بکرتر جلوه کند. وسترن، محبوبترین ژانر سینمای هالیوود از اوایل قرن بیستم تا دهه ۶۰ میلادی بود.

## تم‌ها
ژانر وسترن، گاهی غلبهٔ بیابان و تبعیت طبیعت را به نام تمدن یا مصادرهٔ حقوق ارضی ساکنین مرزی و بومی آمریکایی به تصویر می‌کشد. وسترن جامعه‌ای را به تصویر می‌کشد که حول قوانین و کدهای افتخاری و شخصی، و عدالتی مستقیم یا خصوصی نظیر عداوت سازمان یافته‌است تا اینکه حول قوانینی منطقی و انتزاعی که در آن طبقهٔ اجتماعی عمدتاً از طریق نهادهایی نسبتاً غیرشخصی حفظ می‌شود. ادراک عامی که از وسترن وجود دارد داستانی است متمرکز بر زندگی خانه به دوشی سرگردان که معمولاً یک گاوچران یا جنگنده با اسلحه است. یک نمایش قدرت یا دوئل به وقت غروب که در آن دو یا چند جنگنده با اسلحه وجود دارد، صحنه‌ای کلیشه‌ای در ادراک عامی از وسترن است.
به طریقی، چنین پروتوگونیست‌هایی احتمالاً در استعاره زادگان شوالیه ارنت (سرگردان) هستند که در مرکز ژانرهای فراگیر اولیه مانند عاشقانه‌های آرتوری قرار می‌گیرند. همانند گاوچران یا جنگنده با اسلحه در ژانر وسترن، شوالیه ارنت (سرگردان) در داستان‌ها و شعرهای اولیه اروپایی از مکانی به مکانی دیگر با اسبش سرگردان بود و با بدذاتان و شروران گوناگون در جنگ. او به ساختار اجتماعی مشخص و ثابتی تعلق نداشت، بلکه تعلق وی به قانون و کد افتخاری درونی شدهٔ خویش بود؛ و همانند شوالیه ارنت، قهرمانان وسترن اغلب «دوشیزهٔ در خطر» را نجات می‌دهند. به‌طور مشابه، پروتوگونیست‌های سرگردان وسترن، ویژگی‌هایی هم تراز با تصویر رونین در فرهنگ معاصر ژاپنی دارد.
وسترن این مؤلفه‌ها را برای نمونه می‌گیرد و از آن‌ها برای بیان داستان‌های سادهٔ اخلاقی استفاده می‌کند. هرچند برخی از نمونه‌های بارز به لحاظ اخلاقی دوپهلو و مبهم هستند. وسترن اغلب بر زمختی و تندی بیابان تأکید می‌کند و اغلب صحنه را در چشم‌اندازی لم یزرع و ویران می‌چیند. چیدمان‌های خاص شامل پادگان‌ها، مرتع‌ها و مزرعه‌های خالی؛ روستاهای بومی آمریکایی؛ یا شهرهای مرزی کوچک با مشروب فروشی‌ها، مغازه‌ها، اصطبل‌ها و زندان‌های کوچک است. جدای از بیابان این معمولاً مشروب فروشی‌ها هستند که تأکیدی بر وجود غرب وحشی دارند: مکانی است برای موسیقی گوش دادن (پیانویی که تمیز نواخته نمی‌شود)، زن‌ها (معمولاً فاحشه‌ها)، قماربازی (پوکر با دست باز یا کشیدنی)، نوشیدن (آبجو یا ویسکی)، دعوا و داد و بیداد کردن، آدم‌کشی، قتل و تیراندازی. در برخی وسترن‌ها که تمدنی وجود دارد، شهر کلیسا و مدرسه دارد؛ و در برخی دیگر که قوانین مرزی دارند چنان‌که سرجیو لیون گفته‌است " جایی است که زندگی ارزشی ندارد. "

## فیلم

### ویژگی‌ها
نهاد فیلم آمریکا وسترن را فیلمی تعریف می‌کند که در آمریکای غربی ایجاد شده‌است و دربردارندهٔ روح، تنازع و مرگ مرزهای جدید است. به نظر می‌رسد اصلاح وسترن که برای توصیف ژانر فیلم روایی به کار می‌رود، از مقاله‌ای در مجلهٔ جهان تصویر متحرک به تاریخ ژوئیه ۱۹۱۲ نشأت گرفته باشد. اغلب ویژگی‌های فیلم‌های وسترن بخشی از افسانه‌های غربی عامه در قرن ۱۹ بودند و پیش از آنکه فیلم فرمی از هنر محبوب شود، جایگاهش تثبیت شده بود. فیلم‌های وسترن معمولاً پروتوگونیست‌هایی نظیر گاوچرانها، تفنگداران و کسانی که برای جایزه جنایتکاران را دستگیر می‌کنند را به تصویر می‌کشد؛ و این‌ها اغلب '''''' خانمان‌هایی سرگردان هستند که کلاه لبه دار، چرخ‌های دندانه دار، زینهایی از پوست آهو و گوزن می‌پوشند و از هفت تیر و اسلحه به عنوان ابزارهای روزانه‌ای برای بقا استفاده می‌کنند و میان شهرهایی گرد و غباردار، مرتع‌ها و گله‌ها به روی مرکب‌هایی معتمد بر سوار می‌روند.
فیلم‌های وسترن به مقدار زیادی در دورهٔ صامت محبوب بودند. اما با ظهور صدا در ۱۹۲۷–۲۸ استودیوهای بزرگ هالیوود به سرعت از ژانر وسترن کناره گرفتند و آن را به استودیوها و تولیدکنندگان کوچک‌تر واگذار کردند که سینما و سریال‌هایی با بودجهٔ کم را در دههٔ ۱۹۳۰ به تولید انبوه رساندند. در اواخر دهه ۱۹۳۰ فیلم‌های وسترن به‌طور گسترده در هالیوود به عنوان ژانر پالپ در نظر گرفته می‌شدند. اما محبوبیت آن به مقدار زیادی توسط همان استودیوهای تولیدی بزرگ با ساخت فیلم‌هایی نظیر زیر زنده شد: شهر داج (با بازی ارول فلین)، جسی جیمز (با تایرون پاور در نقش اصلی)، صلح جوی متحد (جول مک کرا)، دستری دوباره می‌راند (با بازی جیمز استوارت در اولین فیلم وسترن خود، تهیه شده توسط مارلن دیتریچ) و شاید مهم‌تر از همه کار برجستهٔ جان فورد به نام دلیجان که یکی از بزرگ‌ترین فیلم‌های پربینندهٔ سال شد. جان وین ستاره‌ای معروف در فیلم‌های تولیدی «آرتیست‌های متحد» در فیلم‌های سرتیتر وسترن درجه ب سینما شد. .... پس از تجدید موفقیت‌های تجاری وسترن در اواخر دهه ۱۹۳۰ محبوبیت وسترن افزایش یافت و قلهٔ این محبوبیت در دهه ۱۹۵۰ بود که شمار فیلم‌های وسترن تولیدی از جمع تمامی ژانرهای دیگر بیشتر بود.
فیلم‌های وسترن اغلب تعارضات با بومی‌های آمریکایی را به تصویر می‌کشد. در حالی که وسترن‌های اولیه که بیشتر متمرکز بر فرهنگ اروپایی بودند اغلب بومیان (سرخ‌پوستها) را به عنوان تبهکارانی پست به تصویر می‌کشیدند، وسترن‌های متاخر که به لحاظ فرهنگی خنثی تر بودند (مخصوصاً آن‌هایی که توسط جان فورد کارگردانی شده بودند) رفتاری همدلانه تر با بومی‌های آمریکایی داشتند. دیگر تم‌های تکرار شوندهٔ وسترن شامل سفرهای مخاطره‌آمیز (مانند دلیجان) یا گروه‌های راهزنان که شهرهای کوچک را ترور می‌کنند مانند هفت دلاور و نوادا اسمیت با بازی (استیو مک کویین) است.
وسترن‌های اولیه اغلب همانند دیگر فیلم‌های اولیهٔ هالیوود در استودیو فیلم‌برداری می‌شدند. اما وقتی تصویربرداری در محل از دهه ۱۹۳۰ رایج تر شد، تولیدکنندگان وسترن از گوشه وکناره‌های متروک آریزونا، کالیفرنیا، کولورادو، کانزاس، مونتانا، نوادا، نیو مکزیکو، اوکلاهما، تگزاس، یوتا یا وایومینگ استفاده کردند.

## نقد آندره بازن در خصوص فیلم های وسترن
فیلم‌های وسترن، برای آنکه بتوانند به عمق تاریخ و فرهنگ غرب وحشی نفوذ کنند، نیازمند پایبندی بیشتری به واقعیت‌های تاریخی هستند. متأسفانه، اغلب وسترن‌ها بیشتر محصول تخیلات سازندگانشان هستند تا بازتابی دقیق از رویدادهای تاریخی. این رویکرد، از ارزش و عمق این ژانر می‌کاهد و آن را به مجموعه‌ای از درگیری‌های سطحی و کودکانه تقلیل می‌دهد.